# Výchytka včelích matek

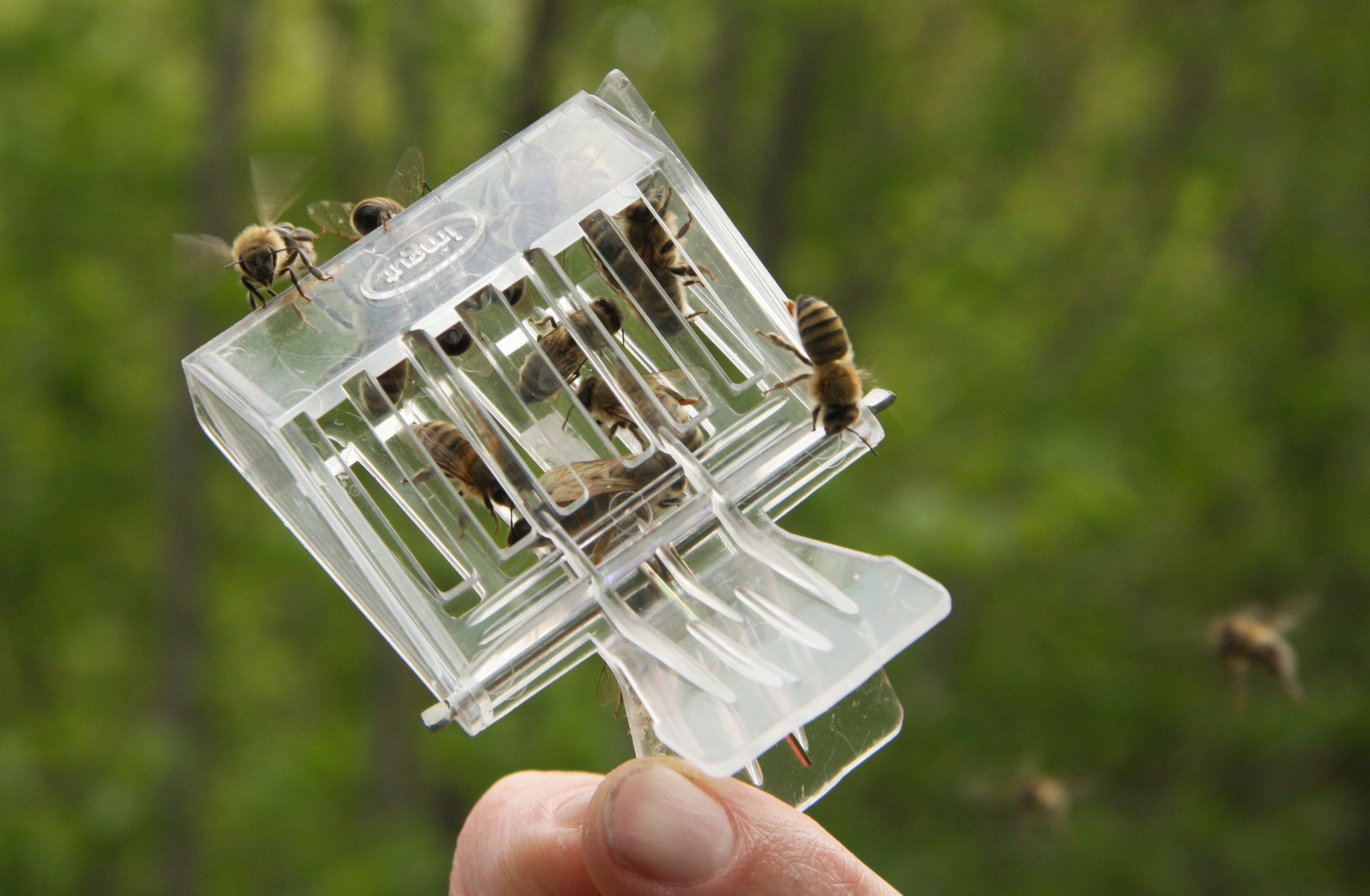
Výchytka včelích matek

Výchytka včelích matek (také známa jako klip na matky anebo skřipec) je včelařská pomůcka k odchytu včelí matky ze včelstva. Je to malá pružinová kovová nebo plastová svorka ve tvaru véčka, která je navržena tak, aby zadržela včelí matku. Po stranách má štěrbiny, kterými mohou včely dělnice procházet, aby se postaraly o potřeby královny nebo aby byly v kontaktu s ní, ale včelí královna jimi neprojde.
Vynálezcem výchytky byl Walter T. Kelley (1897-1986) americký včelař, který založil velkou společnost pro chov včelích matek a doplňků pro včelařství v Clarksonu v Kentucky (Kelley Beekeeping Company). Vynalezl i některé produkty ve včelařských potřebách, které se stále používají. Kelley také publikoval o včelařství, jako praktický autor publikoval v časopise Modern Beekeeping v kategorii How to Keep Bees and Sell Honey (Jak chovat včely a prodávat med).